# Câu lạc bộ bóng đá PVF–CAND
Câu lạc bộ bóng đá PVF–Công an Nhân dân (viết tắt PVF–CAND) là một câu lạc bộ bóng đá chuyên nghiệp tại Việt Nam, có trụ sở ở tỉnh Hưng Yên, đang thi đấu tại V.League 1. Sân nhà của đội là sân vận động Trung tâm đào tạo bóng đá trẻ PVF tại xã Nghĩa Trụ, tỉnh Hưng Yên.
Thành lập vào năm 2018 với tên Phố Hiến, đội bóng đổi tên thành PVF–CAND vào đầu năm 2023, sau khi được chuyển giao cho Bộ Công an quản lý.

## Lịch sử
Tiền thân của PVF–CAND là Câu lạc bộ bóng đá Phố Hiến. Dưới sự tài trợ của các nhà đồng sáng lập và tập đoàn cổ đông Tân Á Đại Thành, câu lạc bộ Phố Hiến ra mắt vào ngày 24 tháng 4 năm 2018. Ở mùa bóng đầu tiên trong lịch sử của mình, đội bóng gồm đa số các cầu thủ trẻ do huấn luyện viên Hứa Hiền Vinh dẫn dắt đã liên tiếp đạt được những kết quả thi đấu tốt để giành quyền tham dự V.League 2 năm 2019.

## Tên gọi câu lạc bộ
Phố Hiến là biểu tượng của vùng đất Hưng Yên, là cái tên mà người dân nơi đây nhắc đến với tất cả sự tự hào. Tuy nhiên, sau nhiều biến thiên lịch sử, cái tên này không còn phổ biến mà tưởng chừng như rơi vào quên lãng. Ở địa hạt bóng đá, trong khi rất nhiều đội bóng đã và đang làm mưa làm gió tại sân cỏ Việt thì Hưng Yên lại là vùng trắng ở sân chơi này. Sinh sau đẻ muộn, "Phố Hiến" mang trong mình trọng trách tìm lại cái tên hào hùng năm xưa, đưa bóng đá Hưng Yên đi lên và sánh ngang với các địa phương khác.
Trong số 37 câu lạc bộ bóng đá chuyên nghiệp Việt Nam thi đấu từ hạng Nhì đến V.League 1 mùa giải 2018, nếu không tính hai đội bóng đặc thù là Công An Nhân Dân và Viettel thì Phố Hiến là cái tên hiếm hoi không lấy tên địa phương làm tên cho đội bóng. Chính từ sự đặc biệt đó cùng với những kế hoạch lâu dài, bóng đá Hưng Yên được hứa hẹn sẽ thổi một làn gió mới, tăng tính đa dạng hơn nữa cho sân chơi bóng đá nước nhà. Câu lạc bộ sở hữu Quỹ Đầu tư và phát triển tài năng bóng đá Việt Nam.
Kể từ mùa giải 2023, theo chỉ đạo của lãnh đạo Bộ Công An, CLB Phố Hiến chính thức được đổi tên thành CLB Bóng đá PVF–Công an Nhân dân.
| Năm       | Tên gọi  |
| --------- | -------- |
| 2018–2022 | Phố Hiến |
| 2023      | PVF–CAND |

## Thành tích
| Chú giải màu sắc | Chú giải màu sắc |
| ---------------- | ---------------- |
| Vô địch          |                  |
| Á quân           |                  |
| Hạng ba          |                  |
| Hạng tư          |                  |
| Thăng hạng       |                  |
| Tranh trụ hạng   | Thắng play-off   |
| Tranh trụ hạng   | Thua play-off    |
| Xuống hạng       |                  |

| Thành tích của PVF–CAND từ khi được thành lập | Thành tích của PVF–CAND từ khi được thành lập | Thành tích của PVF–CAND từ khi được thành lập | Thành tích của PVF–CAND từ khi được thành lập | Thành tích của PVF–CAND từ khi được thành lập | Thành tích của PVF–CAND từ khi được thành lập | Thành tích của PVF–CAND từ khi được thành lập | Thành tích của PVF–CAND từ khi được thành lập | Thành tích của PVF–CAND từ khi được thành lập | Thành tích của PVF–CAND từ khi được thành lập | Thành tích của PVF–CAND từ khi được thành lập | Thành tích của PVF–CAND từ khi được thành lập | Thành tích của PVF–CAND từ khi được thành lập |
| Năm                                           | Hạng đấu                                      | Hạng đấu                                      | Hạng đấu                                      | Thành tích                                    | St                                            | T                                             | H                                             | B                                             | Bt                                            | Bb                                            | Điểm                                          |                                               |
| Năm                                           | I                                             | II                                            | III                                           | Thành tích                                    | St                                            | T                                             | H                                             | B                                             | Bt                                            | Bb                                            | Điểm                                          |                                               |
| --------------------------------------------- | --------------------------------------------- | --------------------------------------------- | --------------------------------------------- | --------------------------------------------- | --------------------------------------------- | --------------------------------------------- | --------------------------------------------- | --------------------------------------------- | --------------------------------------------- | --------------------------------------------- | --------------------------------------------- | --------------------------------------------- |
| 2018                                          |                                               |                                               |                                               | Thứ 3                                         | 14                                            | 9                                             | 3                                             | 2                                             | 34                                            | 8                                             | 30                                            |                                               |
| 2019                                          |                                               |                                               |                                               | Thứ 2                                         | 22                                            | 11                                            | 7                                             | 4                                             | 37                                            | 22                                            | 40                                            |                                               |
| 2020                                          |                                               |                                               |                                               | Thứ 4                                         | 16                                            | 7                                             | 5                                             | 4                                             | 19                                            | 11                                            | 26                                            |                                               |
| 2021                                          |                                               |                                               |                                               | Mùa giải bị hủy vì COVID-19                   | Mùa giải bị hủy vì COVID-19                   | Mùa giải bị hủy vì COVID-19                   | Mùa giải bị hủy vì COVID-19                   | Mùa giải bị hủy vì COVID-19                   | Mùa giải bị hủy vì COVID-19                   | Mùa giải bị hủy vì COVID-19                   | Mùa giải bị hủy vì COVID-19                   |                                               |
| 2022                                          |                                               |                                               |                                               | Thứ 5                                         | 22                                            | 10                                            | 8                                             | 4                                             | 40                                            | 22                                            | 38                                            |                                               |
| 2023                                          |                                               |                                               |                                               | Thứ 2                                         | 18                                            | 11                                            | 4                                             | 3                                             | 30                                            | 16                                            | 37                                            |                                               |
| 2023–24                                       |                                               |                                               |                                               | Thứ 2                                         | 20                                            | 9                                             | 10                                            | 1                                             | 26                                            | 7                                             | 37                                            |                                               |
| 2024–25                                       |                                               |                                               |                                               | Thứ 3                                         | 20                                            | 13                                            | 4                                             | 3                                             | 29                                            | 12                                            | 43                                            |                                               |
| 2025–26                                       |                                               |                                               |                                               | Chưa xác định                                 | Chưa xác định                                 | Chưa xác định                                 | Chưa xác định                                 | Chưa xác định                                 | Chưa xác định                                 | Chưa xác định                                 | Chưa xác định                                 |                                               |

## Trang phục thi đấu
| Giai đoạn | Hãng áo đấu | Nhà tài trợ in lên áo 1 | Nhà tài trợ in lên áo 2 |
| --------- | ----------- | ----------------------- | ----------------------- |
| 2018–2019 | không có    | Tân Á Đại Thành         | không có                |
| 2020      | Grand Sport | Tân Á Đại Thành         | Yanmar                  |
| 2021      | Grand Sport | Văn Lang University     | không có                |
| 2022      | Kamito      | không có                | không có                |
| 2023      | Mitre       | không có                | không có                |
| 2024-nay  | Jogarbola   | không có                | không có                |

## Cầu thủ

### Danh sách chính thức
Tính đến mùa giải V.League 2 - 2024–25.
Ghi chú: Quốc kỳ chỉ đội tuyển quốc gia được xác định rõ trong điều lệ tư cách FIFA. Các cầu thủ có thể giữ hơn một quốc tịch ngoài FIFA.
| Số | VT | Quốc gia | Cầu thủ                                   |
| -- | -- | -------- | ----------------------------------------- |
| 1  | TM | Việt Nam | Trần Đức Duy (mượn từ Thể Công – Viettel) |
| 2  | HV | Việt Nam | Đào Văn Chưởng                            |
| 3  | HV | Đức      | Nguyễn Như Đức Anh                        |
| 4  | HV | Việt Nam | Nguyễn Hiểu Minh                          |
| 5  | TĐ | Việt Nam | Trần Đức Nam                              |
| 6  | HV | Việt Nam | Lê Ngọc Bảo                               |
| 7  | TĐ | Pháp     | Ryan Ha                                   |
| 8  | TV | Việt Nam | Huỳnh Công Đến                            |
| 9  | TV | Việt Nam | Nguyễn Xuân Bắc                           |
| 10 | TV | Việt Nam | Martin Lo                                 |
| 11 | TĐ | Việt Nam | Nguyễn Thanh Nhàn                         |
| 12 | HV | Việt Nam | Nguyễn Bảo Long                           |
| 14 | HV | Việt Nam | Trần Văn Hòa                              |
| 17 | TV | Việt Nam | Thái Bá Đạt                               |
| 19 | TV | Việt Nam | Nguyễn Đức Phú                            |

| Số | VT | Quốc gia | Cầu thủ                                       |
| -- | -- | -------- | --------------------------------------------- |
| 22 | TĐ | Việt Nam | Nguyễn Xuân Nam                               |
| 23 | HV | Việt Nam | Nguyễn Tiến Đỉnh                              |
| 27 | HV | Việt Nam | Trần Ngọc Sơn I                               |
| 29 | TV | Việt Nam | Nguyễn Huy Hùng                               |
| 33 | TM | Việt Nam | Phí Minh Long                                 |
| 35 | TM | Việt Nam | Nguyễn Quang Trường                           |
| 36 | TĐ | Việt Nam | Nguyễn Anh Tuấn                               |
| 66 | HV | Việt Nam | Huỳnh Minh Đoàn                               |
| 68 | TĐ | Việt Nam | Trần Ngọc Sơn II (mượn từ Thép Xanh Nam Định) |
| 69 | HV | Việt Nam | Hà Văn Việt                                   |
| 89 | TM | Việt Nam | Trương Thái Hiếu                              |
| 94 | HV | Việt Nam | Nguyễn Văn Dũng                               |
| 99 | TĐ | Việt Nam | Tẩy Văn Toàn                                  |
| —  | TĐ | Việt Nam | Hồ Thanh Minh (mượn từ Hà Nội)                |

### Cho mượn
Ghi chú: Quốc kỳ chỉ đội tuyển quốc gia được xác định rõ trong điều lệ tư cách FIFA. Các cầu thủ có thể giữ hơn một quốc tịch ngoài FIFA.
| Số | VT | Quốc gia | Cầu thủ                                       |
| -- | -- | -------- | --------------------------------------------- |
| —  | TM | Việt Nam | Nguyễn Minh Kha (cho Phù Đổng Ninh Bình mượn) |
| 6  | TV | Việt Nam | Võ Ngọc Tỉnh (cho Đồng Tháp mượn)             |
| 13 | HV | Việt Nam | Trịnh Quang Trường (cho Đồng Tháp mượn)       |
| —  | TM | Việt Nam | Trần Tấn Lộc (cho Công an Hà Nội mượn)        |
| —  | TV | Việt Nam | Quách Quang Huy (cho Phú Thọ mượn)            |
| 28 | HV | Việt Nam | Lý Trung Hiếu (cho Phù Đổng Ninh Bình mượn)   |
| 21 | TĐ | Việt Nam | Nguyễn Anh Tuấn (cho Phú Thọ mượn)            |

## Ban huấn luyện
| Chức vụ                   | Tên                  |
| ------------------------- | -------------------- |
| Trưởng đoàn               | Mai Trung Hải        |
| Huấn luyện viên trưởng    | Thạch Bảo Khanh      |
| Huấn luyện viên thủ môn   | Vũ Đức Sơn           |
| Trợ lý huấn luyện viên    | Phạm Văn Thạch       |
| Huấn luyện viên thể lực   | Nicholas Paul Harvey |
| Nhân viên vật lý trị liệu | Nguyễn Trí Nhân      |
| Cán bộ phục vụ            | Phạm Duy Lộc         |
| Phiên dịch viên           | Bùi Ngọc Tú          |
| Giám đốc kỹ thuật         | Mai Tiến Thành       |

## Các huấn luyện viên trưởng trong lịch sử
| Các huấn luyện viên trưởng của Phố Hiến (PVF-Công An Nhân Dân) \| - 04/2018: Andy Preece - 04/2018–2021: Hứa Hiền Vinh - 2022–2025: Mauro Jeronimo - 2025-nay: Thạch Bảo Khanh \| |
| - 04/2018: Andy Preece - 04/2018–2021: Hứa Hiền Vinh - 2022–2025: Mauro Jeronimo - 2025-nay: Thạch Bảo Khanh                                                                      |

## Các đơn vị đồng hành

### Nhà tài trợ
- 2018–2021: Tân Á Đại Thành (Nhà tài trợ Bạch Kim)
- 2018–nay: PVF (Đơn vị tài trợ cơ sở vật chất)
- 2020: Yanmar (Nhà tài trợ Vàng, nhà tài trợ trang phục tập luyện)

### Đối tác sản xuất trang phục thi đấu chính thức
- 2020–2021: Grand Sport
- 2022–: Kamito

## Biểu trưng của câu lạc bộ
Giai đoạn mang tên Phố Hiến (2018–2022), biểu trưng của câu lạc bộ mang hình ảnh Văn Miếu Xích Đằng – biểu tượng tự hào của văn hóa, lịch sử tỉnh Hưng Yên.

2018–2022
2023–